# Amanita excelsa
Amanita excelsa é um fungo que pertence ao gênero de cogumelos Amanita na ordem Agaricales. Foi descrito pela primeira vez por Elias Magnus Fries em 1821 quando recebeu o nome de Agaricus excelsus .